# أراكوسيا
كانت رُخَج، أو أراكوسيا (باليونانية: Ἀραχωσία)، أو هاروفاتيس (بالفارسية القديمة: 𐏃𐎼𐎢𐎺𐎫𐎡𐏁)، كانت ساترابية تابعة للإمبراطورية الأخمينية. تمركزت بنحوٍ أساس حول نهر أرغنداب، رافد نهر هلمند، وامتدت شرقًا حتى نهر السند. اسم الولاية باللغة الفارسية هو المعادل اللغوي لكلمة سارسفاتي (بالألفبائية الدولية للترجمة السنسكريتية: Sárasvatī) في اللغة السنسكريتية الفيدية. اشتُق اسم الساترابية في اليونانية من أراكوتوس (باليونانية: Αραχωτός)، وهو الاسم اليوناني لنهر أرغنداب. كَلَّف الإسكندر الأكبر ببناء إسكندرية أراكوسيا حوالي عام 330 قبل الميلاد، لتكون عاصمة أراكوسيا جديدة في ظل الإمبراطورية المقدونية. بُنيت فوق حصن عسكري فارسي سابق بعد غزو الإسكندر لبلاد فارس، وهي موقع قندهار الحالية في أفغانستان.

## الجغرافيا
كانت زرنج (Drangiana) تحد أراكوسيا من الغرب، وباروباميز (Paropamisadae) تحدها من الشمال، وهندوش (Hindush) من الشرق، وجدروسيا (Gedrosia) من الجنوب. قدّم كلٌّ من إيزيدور وبطليموس (6.20.4-5) قائمةً بمدن أراكوسيا، من بينها الإسكندرية (غير المدينة المعروفة حاليًا)، التي كانت تقع على نهر أراكوتوس. كثيرًا ما يُخلط بين هذه المدينة وقندهار الحالية في أفغانستان، والتي يُعتقد أن اسمها مشتق (عبر «إسكندرية») من «أليكساندريا»، مما يعكس ارتباطًا بزيارة الإسكندر الأكبر للمدينة في حملته نحو الهند. إلا أن اكتشافًا حديثًا لنقش على لوح طيني قدّم دليلًا على أن قندهار كانت بالفعل مدينةً نشطةً تجاريًا مع بلاد فارس قبل عهد الإسكندر بكثير. إضافةً إلى ذلك، أشار إيزيدور وإسطرابون (11.8.9) وبلينيوس (6.61) إلى المدينة باسم «حاضرة أراكوسيا».
أشار بطليموس في قائمته أيضًا إلى مدينة تُدعى أراكوتوس (بالإنجليزية: Arachote ؛ باليونانية: Ἀραχωτός) أو أراكوتي (وفقًا لإسطرابون)، والتي كانت العاصمة السابقة للبلاد. ذكر بلينيوس الأكبر وإسطفان البيزنطي أن اسمها الأصلي كان كوفن (بالإنجليزية: Κωφήν). أشار تشيونتسانغ إلى الاسم بـ كاوفو. تُعرف هذه المدينة اليوم باسم أرغنداب وتقع شمال غرب قندهار الحالية.

## التاريخ
أُشير إلى المنطقة لأول مرة في ألواح تحصين تخت جمشيد العيلامية التي تعود إلى العصر الأخميني. وظهرت مجددًا في النقوش الفارسية القديمة والأكدية والآرامية لدارا الأول وخشايارشا الأول ضمن قوائم الشعوب والدول الخاضعة. كما حُددت لاحقًا مصدرًا للعاج المستخدم في قصر دارا في شوشان. في نقش بيستون (DB 3.54-76)، يروي الملك أن فارسيًا هُزم ثلاث مرات على يد فيفانا، حاكم أراكوسيا الأخميني، الذي ضمن بذلك بقاء المقاطعة تحت سيطرة دارا. وقد أُشير إلى أن هذه «الاشتباكات غير المفهومة استراتيجيًا» قد خاضها المتمردون بسبب «وجود علاقات وثيقة بين بلاد فارس وأراكوسيا فيما يتعلق بالإيمان الزرادشتي».
يأتي المرجع التالي زمنيًا لأراكوسيا من الإغريق والرومان، الذين يُسجلون أن الأراكوسيين وسكان زرنج (Drangians) كانوا تحت قيادة حاكم في عهد دار يوس الثالث، والذي دبر، بالتعاون مع جيش حاكم باختر، مؤامرةً للأراكوسيين ضد الإسكندر (كورتيوس روفوس 8.13.3). بعد غزو الإسكندر للأخمينيين، عيّن المقدوني جنرالاته حكامًا (آريان 3.28.1، 5.6.2؛ كورتيوس روفوس 7.3.5؛ بلوتارخ، يومينس 19.3؛ بوليانوس 4.6.15؛ ديودورس 18.3.3؛ أوروسيوس 3.23.13؛ جوستين 13.4.22). أرسل أنتيغونوس الأول مونوفثالموس في عام 316 قبل الميلاد معظم نخبة فيلق أرغيراسبيدس، وهو فيلق مقدوني مخضرم ذو خبرة تزيد عن أربعين عامًا، إلى أراكوسيا لحماية الحدود الشرقية مع الهند. إلا أنهم أُرسلوا مع أمر إلى سيبيرتيوس، ساتراب أراكوسيا المقدوني، بإرسالهم في مجموعات صغيرة من شخصين أو ثلاثة في مهمات خطيرة، لتتضاءل أعدادهم بسرعة، ويتخلص منهم بصفتهم تهديدًا عسكريًا لسلطته.
بعد حروب ملوك طوائف الإسكندر، أصبحت المنطقة جزءًا من الإمبراطورية السلوقية، التي بادلتها مع الإمبراطورية الماورية في عام 305 قبل الميلاد في إطار تحالف. أطاحت سلالة شونغا بالموريين في عام 185 قبل الميلاد، لكنها فقدت أراكوسيا بعد ذلك بوقت قصير لصالح المملكة الإغريقية البخترية. ثم أصبحت جزءًا من المملكة الهندية الإغريقية المنفصلة في منتصف القرن الثاني قبل الميلاد. طرد الهنود السكثيون الهنود الإغريق بحلول منتصف القرن الأول قبل الميلاد، لكنهم فقدوا المنطقة لصالح الأرسكيديين والهنود الفرثيين. لا يمكن تحديد متى (وبأي شكل) استعاد الفرثيون حكمهم لأراكوسيا بدقة. من إيزيدور 19، من المؤكد أن جزءًا (ربما القليل فقط) من المنطقة كان تحت حكم الأرسكيديين في القرن الأول الميلادي، وأن الفرثيين أطلقوا عليها اسم إنديكي لوكي، «الهند البيضاء».
استولى الكوشان على أراكوسيا من الهنود الفرثيين وحكموا المنطقة حتى حوالي عام 230 ميلاديًا، عندما هزمهم الساسانيون، الإمبراطورية الفارسية الثانية، وبعد ذلك استُبدل تابعون ساسانيون عُرفوا بالكوشانشا أو الهنود الساسانيين بالكوشان. طُرد الكوشانشا من أفغانستان الحالية على يد الخيونيين في عام 420 ميلاديًا، الذين أسسوا المملكة الكيدارية. حَلَّ الهياطلة في ستينيات القرن الخامس الميلادي محل الكيداريين، وهُزموا في عام 565 ميلاديًا على يد تحالف من الجيوش الفارسية والتركية. أصبحت أراكوسيا جزءًا من الممالك الكوشانية-الهيطلية الباقية في كابيسا، ثم كابُل، قبل أن تتعرض لهجوم العرب المسلمين. كانت هذه الممالك في البداية تابعة للساسانيين. حَلَّ الصفاريون محل السلالة الكوشانية الهيطلية (المعروفة أيضًا باسم سلالة الترك شاهي) حوالي عام 870 ميلاديًا، ثم حَلَّت بعدهم الإمبراطورية السامانية والغزنويين الأتراك المسلمين في أوائل القرن الحادي عشر الميلادي.
أشار الجغرافيون العرب إلى المنطقة (أو أجزاء منها) باسم أروخَج، أو رُخَج، أو روحكاج، أو ببساطة، روح.

## السكان
كان سكان أراكوسيا من الشعوب الإيرانية، وكان يُشار إليهم باسم الأراكوسيين (Arachosians) أو الأراكوتي (Arachoti). وكان يُطلق عليهم اسم البكتيان (Pactyans) في إشارة إلى عرقهم الفردي، وربما كان هذا الاسم إشارة إلى المجموعة العرقية الحديثة المعروفة باسم البشتون.
في دليل «المحطات الفرثية» الذي كتبه ايزيدور الخاراكسي في القرن الأول الميلادي، وصف «ألكسندروبوليس، حاضرة أراكوسيا»، والتي قال إنها كانت ما تزال يونانية حتى في ذلك الوقت المتأخر:
«وراءً تقع أراكوسيا. ويُطلق عليها الفرثيون اسم الهند البيضاء؛ وهناك مدينة بيت ومدينة فارسانا ومدينة كوروكواد ومدينة ديمترياس؛ ثم ألكسندروبوليس، حاضرة أراكوسيا؛ وهي يونانية، وبها يتدفق نهر أراكوتوس. وحتى هذا المكان، تخضع الأرض لحكم الفرثيين.»
—إيزيدور الخاراكسي، محطات الفرثيين، القرن الأول الميلادي. النص الأصلي في الفقرة 19 من كتاب المحطات الفرثية.
تُرجع نظريةٌ حول أصل الكروات أصلهم إلى منطقة أراكوسيا. وُضعت هذه الصلة في البداية نظرًا لتشابه الاسم الكرواتي (كرواتيا - الكرواتية: هرفاتسكا، والكروات - الكرواتية: هرفاتي / اللهجة التشاكافية: هارفاتي / اللهجة الكاجكافية: هورفاتي) والأراكوسي، إلا أن أبحاثًا أخرى تُشير إلى وجود روابط لغوية وثقافية وبيولوجية زراعية وجينية أيضًا. ازدادت شعبية النظرية الإيرانية منذ استقلال كرواتيا في عام 1991، ونُشرت العديد من الأوراق العلمية والكتب.